# Trevor Morley
Trevor William Morley (Nottingham, 20 marzo 1961) è un ex calciatore inglese, di ruolo attaccante.

## Carriera

### Club
Dopo aver vestito le maglie di Nuneaton Borough e Corby Town, Morley giocò per il Northampton Town. A gennaio 1988, passò al Manchester City. Con questa maglia, siglò anche una rete nella vittoria per 5-1 dei Citizens sul Manchester United, in un derby datato 23 settembre 1989. Si trasferì poi al West Ham. Totalizzò 215 presenze per gli Hammers (58º nella classifica dei calciatori con più presenze) e 70 reti (14º in quella dei marcatori). Durante la sua militanza nel club londinese, trascorse tre periodi distinti in prestito ai norvegesi del Brann. Questo perché era sposato con una ragazza di Bergen, chiamata Monica, e per questo passava i mesi estivi (in cui il campionato inglese era fermo) nella squadra della città. Esordì nella Tippeligaen in data 10 maggio 1992, nel pareggio a reti inviolate in casa dello Start. Il 16 maggio successivo arrivò la sua prima rete, nel 3-1 inflitto al Viking. Nelle estati 1992, 1993 e 1995, giocò per il Brann: totalizzò complessivamente 21 presenze e 9 reti nella Tippeligaen, con questa casacca. Giocò poi per tre stagioni al Reading, prima di tornare ancora una volta in Norvegia, stavolta nelle file del Sogndal. Debuttò in squadra il 10 maggio 1998, schierato titolare nella sconfitta casalinga per 0-4 contro lo Haugesund.